# تلمبه بیگلری و شرکا
تلمبه بیگلری و شرکا روستایی در دهستان گلستان بخش گلستان شهرستان سیرجان استان کرمان ایران است.

## جمعیت
بر پایه سرشماری عمومی نفوس و مسکن در سال ۱۳۹۵ جمعیت این مکان ۸۴ نفر (۲۴خانوار) بوده‌است.